# Лишев, Всеволод Всеволодович
Все́волод Все́володович Ли́шев (при рождении и до усыновления — Всеволод Платонович Ободовский; 25 сентября [7 октября] 1877, Санкт-Петербург — 15 августа 1960, Ленинград) — русский и советский скульптор, сторонник академизма, видная фигура среди петербургских ваятелей времён Серебряного века, позднее состоявшийся как крупный мастер в ленинградской скульптуре сталинской эпохи, педагог. Действительный член Академии художеств СССР (с 1949; член-корреспондент с 1947), преподаватель Высшего художественного училища и преемственных институтов в Петербурге — Ленинграде (в 1916–1929 и с 1947). Народный художник СССР (1957). Лауреат Сталинской премии второй степени (1942).

## Биография
Родился 25 сентября (7 октября) 1877 года в Санкт-Петербурге в семье военного инженера.
Получил военное образование: кадетский корпус, затем Павловское военное училище. Начал службу артиллерийским офицером в Кронштадте. В 1906 году вышел в отставку.
В возрасте более 30 лет решить сменить профессию, стал скульптором.
Учился в Высшем художественном училище при Императорской Академии художеств (1906—1913) у Г. Р. Залемана и В. А. Беклемишева.
В своём творчестве (тщательно моделированные портреты, памятники, жанровые композиции) развивал традиции русской академической школы конца XIX — начала XX веков.
До революции 1917 года был автором проектов нескольких памятников в Петербурге.
После установления Советской власти принял активное участие в осуществлении ленинского плана монументальной пропаганды.
Находясь в блокадном Ленинграде, исполнил в осажденном городе более 50 скульптур — гипсовых эскизов фигур, групп, композиций, портретов, натурных набросков.
Преподавал в ленинградских ВХУТЕИНе и Институте живописи, скульптуры и архитектуры (1916—1929, 1947—1960; профессор с 1948), Ленинградском художественно-промышленном техникуме.
В 1952—1960 годах возглавлял творческую мастерскую скульптуры при Академии художеств СССР в Ленинграде.
Умер 15 августа 1960 года в Ленинграде; похоронен на Шуваловском кладбище.

Могила Лишева на Шуваловском кладбище Санкт-Петербурга.

### Семья
- Отчим — Всеволод Александрович Лишев (1850—1912), военный инженер, генерал-майор.
- Двоюродная сестра — Надежда Петровна Ламанова (1861—1941), модельер, художник театрального костюма.

## Награды и звания
- Народный художник РСФСР
- Народный художник СССР (1957)
- Сталинская премия второй степени (1942) — за памятник Н. Г. Чернышевскому в Ленинграде (1940)[5]
- Орден Ленина (1947)
- Медаль «За доблестный труд в Великой Отечественной войне 1941—1945 гг.»
- Медаль «В память 250-летия Ленинграда»

## Главные произведения
до 1917 года:
- памятник Петру I «Державный основатель «Арсенала» в Санкт-Петербурге (1914; демонтирован в 1918)
- памятник генералу Н. П. Слепцову в Санкт-Петербурге
- памятник генералу Р. И. Кондратенко в Санкт-Петербурге
- памятник ученому-географу П. П. Семёнову-Тян-Шанскому в Санкт-Петербурге
- памятник композитору М. П. Мусоргскому в Санкт-Петербурге
- памятник на могиле писательницы М. В. Крестовской в селе Ваммельсуу на Карельском перешейке в Финляндии

после 1917 года:

Памятник И. П. Павлову в Колтушах

- памятник Н. Г. Чернышевскому в Ленинграде (бронза, открыт в 1947; модель фигуры для памятника — бронза, 1940, ГТГ)
- памятник А. С. Грибоедову на Пионерской площади в Ленинграде (1959)
- памятник Н. А. Некрасову в Петрограде (1922, в 1946 году перенесен в сквер на Литейном проспекте)
- памятник Сергею Спасокукоцкому в Москве (1944)
- памятник академику И. П. Павлову в Колтушах (1952)
- памятник Д. И. Менделееву (1952) в Ленинграде
- памятник К. Д. Ушинскому на набережной Мойки (1961) в Ленинграде
- серия скульптурных портретов «Защитники Ленинграда»
- портрет А. П. Ханжонкова (бронза, 1926)
- портрет Д. И. Менделеева (мрамор, 1952)
- портрет «Мать» (бронза, 1945—1946) — все три в ГРМ в Ленинграде
- декоративные фигуры «строителей социализма» для нового корпуса Библиотеки имени В. И. Ленина в Москве
- декоративные фигуры «строителей социализма» для здания Верховного Совета УССР в Киеве.

## Школа
- Бабурин, Михаил Фёдорович
- Боголюбов, Вениамин Яковлевич
- Ингал, Владимир Иосифович
- Томский Николай Васильевич
- Шульц, Гавриил Александрович
- Зайков, Виталий Семёнович

## Избранные работы
|                                                                                |  | |  |                                                                                  |  |
| Памятник А. С. Грибоедову в Санкт-Петербурге (Пионерская площадь, возле ТЮЗа). |  | «Могила любви». Памятник М. В. Крестовской в поместье Мариоки в посёлке Метсякюля/Ваммельсуу под Санкт-Петербургом (утрачен). Скульптор В. В. Лишев. |  | Памятник К. Д. Ушинскому в Санкт-Петербурге во дворе Герценовского университета. |  |